# Lester Patrick
Pour les articles homonymes, voir Patrick.
Temple de la renommée : 1947
Curtis Lester Patrick, surnommé The Silver Fox — le renard argenté —, (né le 30 décembre 1883 à Drummondville, Québec – mort le 1er juin 1960) est une personnalité du monde du hockey sur glace du début du XXe siècle en Amérique du Nord. Il débute comme joueur au Canada puis devient entraîneur et dirigeant dans de nombreuses équipes,.
Il joue au hockey sur glace entre 1903 et 1928 dans différentes ligues. Avec son frère cadet, Frank Patrick, il crée l'Association de hockey de la Côte du Pacifique et occupe le rôle de président-entraîneur-joueur pour les Senators de Victoria entre 1912 et 1926. En tant que joueur, il remporte la Coupe Stanley en 1906 et 1907 avec les Wanderers de Montréal. Il met la main sur une nouvelle Coupe Stanley, cette fois alors qu'il est officiellement entraîneur de Victoria, même s'il joue une vingtaine de rencontres au cours de la saison 1924-1925. 
Il intègre en 1925 la Ligue nationale de hockey en tant qu'entraîneur et directeur-général des Rangers de New York. Il quitte son poste d'entraîneur en 1939 ayant remporté entretemps deux Coupes Stanley en 1928 et 1933. Il reste directeur-général de l'équipe jusqu'en 1946 avec une nouvelle Coupe Stanley en 1940.

## Biographie

### Les premières années
Curtis Lester Patrick naît le 30 décembre 1883 dans la ville de Drummondville au Québec. Deux ans plus tard, la famille Patrick vit à Ottawa où naît le frère cadet de Lester, Frank , le 21 décembre 1885. Joseph Patrick, leur père, travaille dans l'industrie du bois du Canada. Peu de temps après, la famille Patrick rejoint la ville de Montréal où il découvre et pratique de nombreux sports : le hockey sur glace mais également le cricket, la crosse et le rugby.
Après avoir joué ses premières rencontres de hockey à Montréal pour l'Université McGill, Lester Patrick quitte l'école et fait parler de lui pour la première fois avec les Wheat Cities de Brandon évoluant dans la Manitoba & North West Hockey Association. Son équipe défie alors les Silver Seven d'Ottawa pour la Coupe Stanley en mars 1904. Avec deux victoires 6-3 et 9-3, Ottawa conserve le trophée. Au cours du premier match, Lester Patrick prend momentanément la place de gardien de but quand Dugald Morrison reçoit une pénalité.
Il retourne jouer à Montréal pour la saison 1905 au sein de la Canadian Amateur Hockey League pour la formation de Westmount ; il y rejoint son frère cadet. Leur équipe finit cinquième sur six au classement avec seulement trois victoires et sept défaites. En décembre 1905, la CAHL devient la Eastern Canada Amateur Hockey Association et Lester Patrick 
change de club pour rejoindre l'équipe des Wanderers de Montréal. Les Wanderers finissant en-tête de la saison 1906 à égalité de points avec Ottawa. Les deux formations jouent une série de deux rencontres pour déterminer les vainqueurs. Les Wanderers s'imposent 9-1 lors de la première rencontre. Le deuxième match débute par un but de Montréal mais très vite Ottawa revient dans le jeu avec un premier but par Frank McGee puis un autre par Harry Smith. McGee inscrit un deuxième but avant la fin de la première mi-temps. De retour au jeu, Ottawa continue sa remontée et à dix minutes de la fin du match, les deux équipes sont à égalité 10-10. C'est finalement Lester Patrick qui sauve Montréal en inscrivant deux buts en toute fin de match. Avec un score cumulé de 12 buts à 10, les Wanderers sont sacrés champions de la Coupe Stanley 1906.

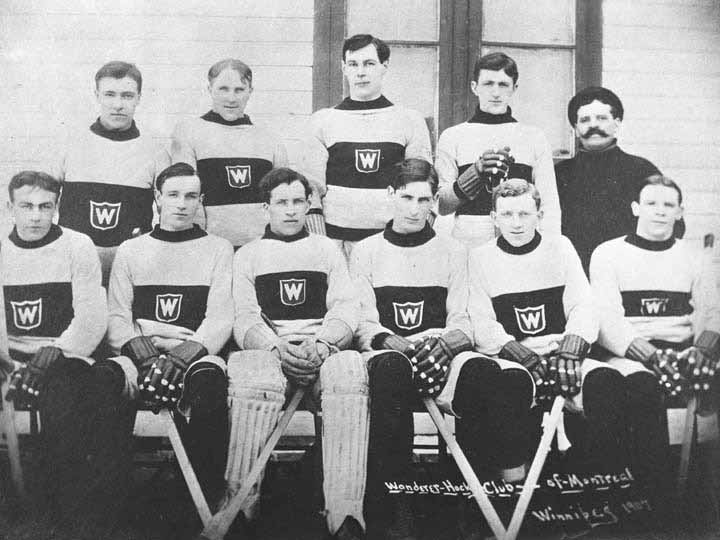
Les Wanderers de Montréal remportent la Coupe Stanley en mars 1907 à Winnipeg.
Patrick est le quatrième joueur assis en partant de la droite.

Avant les débuts de la saison 1906-1907, James Strachan, propriétaire des Wanderers, fait évoluer le monde du hockey en faisant adopter par l'ECAHA la possibilité de proposer des contrats professionnels aux joueurs. Certains joueurs signent donc un contrat professionnel mais d'autres préfèrent rester amateurs ; c'est le cas de Cecil Blachford, d'Ernie Russell ou encore Lester Patrick. Les joueurs de Montréal jouent trois séries de défis contre d'autres équipes en 1906-1907, remportant la première contre New Glasgow en décembre 1906 avec cinq buts de Patrick, avant de perdre en janvier contre les Thistles de Kenora. Au cours de ces deux rencontres, le capitaine habituel, Blachford, est absent et Patrick prend sa place de capitaine. Vexés et désireux de pouvoir prendre leur revanche, les Wanderers finissent la saison régulière sans perdre une seule rencontre en enchaînant les victoires,. Les deux rencontres contre Kenora ont lieu en mars sur une patinoire de Winnipeg et les Wanderers s'imposent 12 buts à 8,.
Pendant ce temps, la famille Patrick emménage à Nelson en Colombie-Britannique pour poursuivre leurs affaires dans l'industrie du bois. Lester quitte donc Montréal pour rejoindre sa famille, Frank ne suivant qu'un an plus tard. Lester joue donc pendant deux saisons avec les Seniors de Nelson ; il se fait remarquer par l'équipe d'Edmonton, le Club de hockey d'Edmonton qui l'invite à jouer une rencontre de la saison 1908-1909 avec eux. En décembre 1908, Lester Patrick joue avec Didier Pitre et Tom Phillips lors d'un défi contre les Wanderers. Ces derniers remportent le premier match sur le score de 7-3 ; les joueurs d'Edmonton remportent le second 7-6, un but étant inscrit par Patrick, mais Montréal conserve son trophée avec un score cumulé de 13 à 10.
En 1910, l'Association nationale de hockey est créée en remplacement de l'ECAHA sous l'impulsion de Strachan ainsi que de la famille O'Brien de Renfrew. Cette dernière possède à elle seule quatre des nouvelles équipes et cherche donc à recruter les meilleurs joueurs du Canada. En novembre 1909, Lester Patrick reçoit trois offres de contrats par télégrammes : d'Ottawa, de Montréal et de Renfrew. Il répond en demandant à chaque offre des contrats importants : 1 200 dollars pour les Wanderers, 1 500 pour les Sénateurs d'Ottawa et 3 000 à l'équipe de Renfrew. Il est en effet prêt à revenir jouer avec les Wanderers mais n'est pas enthousiaste à l'idée de passer l'hiver dans le nord de l'Ontario dans la petite ville de Renfrew. Ce sont pourtant les dirigeants de cette dernière, les Creamery Kings de Renfrew, qui répondent les premiers en donnant leur accord. Lester tente d'éviter la petite ville de l'Ontario en exigeant qu'ils offrent également 2 000 dollars à son cadet mais la réponse ne tarde pas non plus et les deux joueurs signent donc avec les Creamery Kings pour la saison 1910 de l'ANH. Ils sont rejoints quelques semaines plus tard par Frederick « Cyclone » Taylor un des meilleurs joueurs de l'époque. Avec 23 buts, Lester Patrick est parmi le cinquième meilleur buteur du circuit dont cinq filets lors d'un match contre les Silver Kings de Cobalt. Son équipe finit troisième au classement derrière les Wanderers et Ottawa. La famille O'Brien se rend compte qu'elle a peut-être visé un peu haut avec tous ses salaires mirobolants et est forcée de réduire les contrats de la majorité des joueurs. Ceux des frères Patrick s'en trouvent donc affectés et, ne pouvant pas se permettre de rester loin de leur famille pour un montant inférieur, leur aventure dans l'ANH prend fin après une unique saison.

### L'Association de hockey de la Côte du Pacifique

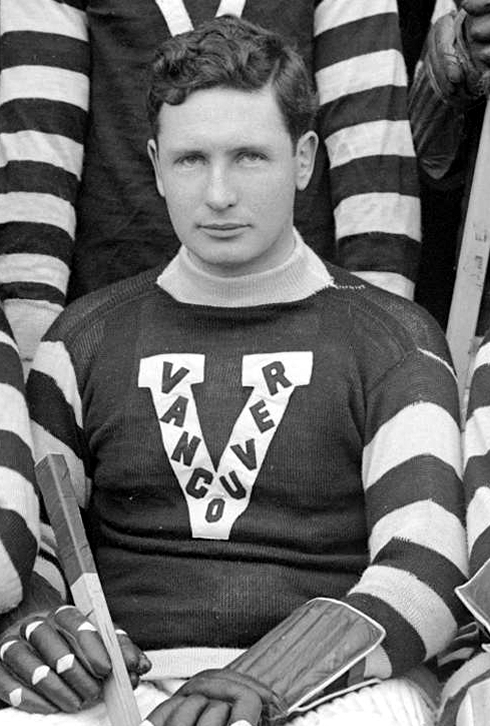
Frank Patrick avec les Millionnaires de Vancouver (PCHA) en 1914.

De retour sur la côte Ouest du Canada, Lester et Frank Patrick se rendent compte que parmi les amis de son père, nombres d'entre eux n'ont jamais vu le moindre match de hockey. Frank propose donc à son père et à Lester de construire trois patinoires et de lancer leur propre ligue de hockey, l'Association de hockey de la Côte du Pacifique – également connue sous son nom anglais de Pacific Coast Hockey Association ou sous son sigle PCHA. Ainsi, Joseph Patrick achète pour 27 000 dollars des terrains dans les alentours de Vancouver ; aucun investisseur ne souhaitant placer son argent pour construire une patinoire, Joseph Patrick ajoute 100 000 dollars de plus pour construire le Vancouver Arena qui lui coûtera finalement 270 000 dollars. Avec 10 500 places, la patinoire est la plus grande de l'époque mais également celle qui a les plus grandes dimensions.
Ils décident de mettre en place trois équipes, les Senators de Victoria, les Royals de New Westminster et les Millionnaires de Vancouver, mais n'ont pas encore de joueurs pour remplir leurs équipes. Les deux frères utilisent alors leurs relations et anciens coéquipiers pour faire venir de nombreux joueurs de l'ANH : Bobby Rowe, Bert Lindsay ou encore Don Smith. En plus d'être président de la PCHA, Frank occupe le triple poste de directeur, entraîneur et joueur pour les Millionnaires de Vancouver alors que Lester occupe les mêmes fonctions pour l'équipe de Victoria. La première saison de la PCHA voit la victoire de l'équipe de New Westminster avec seulement deux victoires de plus que les autres équipes, preuve que la répartition des joueurs décidée par les frères Patrick est bonne, au moins pour le suspens,. En février 1912, Lynn, le premier fils de Lester naît à Victoria,.
Lors de la deuxième saison de la PCHA, Lester Patrick et son équipe sont sacrés champions de la compétition avec 10 victoires et 5 défaites ; Lester Patrick est quant à lui le cinquième buteur de la PCHA,. Dans l'ANH, les joueurs de Québec remportent le titre de champions de la saison et la Coupe Stanley allant avec ; ils acceptent de jouer des matchs de galas contre Victoria, sans que leur trophée ne soit en jeu. Les deux associations ayant des règles différentes, il est décidé de jouer les premier et troisième matchs avec sept joueurs pour six joueurs lors du deuxième match. Victoria remporte les deux matchs joués selon les règles habituelles de la PCHA sur le score de 7-5 et 6-1 alors que Québec remporte le deuxième match 6-3. Avec quatre buts chacun, Patrick et Tommy Smith (de Québec) sont les deux meilleurs buteurs de la série.
Frank Patrick met en place des lignes bleues pour diviser la patinoire en trois parties distinctes d'une vingtaine de mètres environ ; dans la zone neutre, la zone du milieu de la patinoire, les passes en avant sont désormais autorisées. Son frère se casse un bras lors de la préparation de la saison 1913-1914 et il ne revient au jeu que fin janvier, son équipe étant dernière au classement général. Le retour au jeu de Lester Patrick motive son équipe qui remporte six succès de rangs pour la première place au classement général.  Les joueurs de Victoria entreprennent le voyage jusqu'à Toronto pour jouer contre les champions de l'ANH, les Blueshirts de Toronto, mais ayant oublié de faire une demande officielle aux trustees, les joueurs de Victoria ne peuvent pas officiellement prétendre ramener la Coupe Stanley chez eux en cas de victoire. Finalement, les Blueshirts remportent les trois rencontres jouées et l'ANH conserve la Coupe pour encore un an.

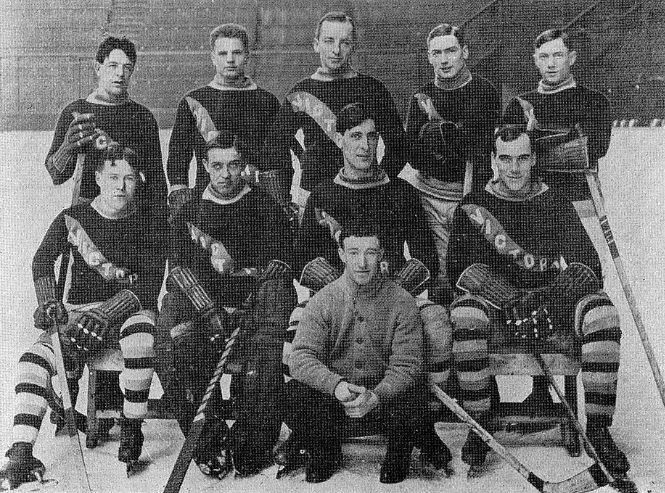
Les Aristocrats de Victoria (PCHA) en 1914-1915.
Patrick est assis, troisième en partant de la gauche.

Endettés, les Royals de New Westminster sont déplacés aux États-Unis et deviennent les Rosebuds de Portland pour la saison 1914-1915. Ce sont les Millionnaires de Frank qui finissent premiers de la PCHA cette saison et ils parviennent par la suite à battre les Sénateurs d'Ottawa pour remporter la Coupe Stanley. La Saison 1915-1916 de la PCHA voit les débuts d'une quatrième équipe, les Metropolitans de Seattle, alors que l'équipe de Victoria finit dernière du classement. C'est d'ailleurs la dernière saison de l'équipe qui est déménagée dans l'État de Washington pour devenir les Canaries de Spokane. Le changement de ville ne réussit pas à l'équipe qui termine une nouvelle fois dernière de la PCHA en 1916-1917 puis arrêtent leurs activités. Entretemps, en juin 1916, la famille Patrick accueille un nouvel enfant en la personne de Frederick Patrick. Lester Patrick change d'équipe pour jouer la saison 1917-1918 avec les Metropolitans de Seattle. Sa nouvelle équipe finit meilleure équipe de la saison régulière mais la PCHA vient juste de changer de règlement et le champion est déterminé par une série entre les deux meilleures équipes de la saison. Le premier match se solde par un match nul 2-2 alors que Barney Stanley inscrit le seul but pour les Millionnaires lors du deuxième.
La huitième saison de la PCHA se joue une nouvelle fois avec trois équipes sans les Rosebuds de Portland mais avec le retour de l'équipe de Victoria dont Lester Patrick reprend son poste d'entraîneur. Au cours des saisons qui suivent, les Aristocrats de Victoria n'ont pas de succès finissant à la dernière place de la PCHA en 1919-1920, 1920-1921 et 1921-1922. En 1921, une nouvelle ligue fait ses débuts en Amérique du Nord, la Western Canada Hockey League alors que l'ANH a laissé sa place à la Ligue nationale de hockey depuis 1917. De son côté, l'entraîneur-joueur joue de moins en moins et il met fin à sa carrière après la saison 1921-1922 où il ne participe qu'à deux matchs. Lors de ses deux matchs, Lester Patrick se fait remarquer en jouant une partie des matchs dans les buts en remplacement ; il se permet même lors de sa première apparition dans les buts d'arrêter un lancer de pénalité de Jack Adams,.
En 1924, les Maroons de Vancouver déposent le bilan alors que dans le même temps, le bail contracté avec la patinoire de Seattle arrive à échéance et les Patricks n'arrivent pas à le renouveler. À la place, ils arrivent à s'entendre avec les dirigeants de la WCHL qui compte désormais six équipes. Les joueurs de Victoria sont classés troisièmes de la saison 1924-1925 avec 16 victoires et 12 défaites alors que trois formations sont qualifiées pour les séries éliminatoires. L'équipe de Lester Patrick élimine les Sheiks de Saskatoon en demi-finale 6 buts à 4 sur les deux matchs. Deux matchs sont également prévus pour la finale contre les Tigers de Calgary : le premier est un match nul 1-1 et le second une victoire des Cougars sur le score de 2-0 avec un blanchissage de leur nouveau gardien Harry « Hap » Holmes. Les Cougars affrontent en finale de la Coupe Stanley les Canadiens de Montréal, champions de la saison 1924-1925 de la LNH.

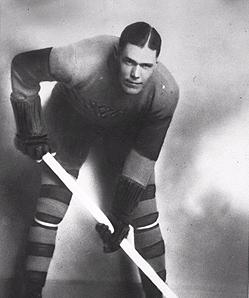
Frank Fredrickson remporte la Coupe Stanley 1925 avec les Cougars de Victoria sous la direction de Patrick.

Les quatre rencontres sont jouées dans l'Ouest du Canada, à Victoria pour le premier match, une victoire 5-2 des Cougars alors que la deuxième rencontre a lieu à Vancouver devant 11 000 personnes avec une deuxième victoire de Victoria 3-1. Les Canadiens se reprennent lors du troisième match, notamment grâce à leur joueur-vedette, Howie Morenz qui réalise un coup du chapeau pour la victoire 4-2 de Montréal. Lors du quatrième match, Victoria ne laisse aucune chance aux Canadiens en remportant le match 6-1 avec deux buts de Frank Fredrickson ; ils deviennent ainsi la dernière équipe ne faisant pas partie de la LNH à remporter la Coupe Stanley.
Des difficultés financières minent de plus en plus la WCHL au commencement de la saison 1925-1926. Les Cougars sont une deuxième année de suite qualifiés pour les séries en terminant à la troisième place du classement. Ils jouent le premier tour des séries contre les Sheiks qui ont terminé deuxièmes du classement. Comme la saison passée, les joueurs de Victoria parviennent à se qualifier pour la finale de la WCHL en battant les joueurs de Saskatoon sur l'ensemble des deux rencontres : la première partie est un match nul 3-3 alors que Gord Fraser inscrit le seul but du match retour pour la qualification des Cougars. En finale de la WCHL, les Cougars remportent la première rencontre contre les Eskimos d'Edmonton sur le score de 3-1 puis un match nul 2-2 offre un second titre de champion de la WCHL aux joueurs de Victoria.
En finale de la Coupe Stanley, les champions en titre sont une nouvelle fois opposés à une équipe de Montréal, mais il s'agit alors des Maroons, la série se jouant sur le tout nouveau Forum de Montréal. La série tourne à l'avantage des joueurs locaux puisqu'ils remportent les premier et deuxième matchs par deux blanchissages 3–0 de leur gardien, Clint Benedict. Les Cougars parviennent à se reprendre lors de la troisième rencontre et remportent le match sur la marque de 3-2 mais Benedict est encore une fois l'homme de la soirée pour le quatrième match puisqu'il arrête tous les lancers qu'il reçoit. À l'autre bout de la patinoire, Nels Stewart réalise un doublé et permet à son équipe de remporter la première Coupe Stanley de son histoire 2-0,. Lester Patrick participe à une vingtaine de rencontres de la saison régulière de son équipe.
Malgré ces deux années de sursis, il apparaît clairement au clan Patrick qu'une seconde ligue majeur en concurrence de la LNH ne parviendra pas à survire plus longtemps, les affluences étant trop faibles sur la côte Ouest du Canada. Sur l'autre côte, la LNH continue son extension et compte ajouter de nouvelles équipes à Détroit et une deuxième équipe à New York après les Americans de New York. La famille Patrick est mandatée par les dirigeants de la WCHL pour aborder un rapprochement entre les deux ligues et finalement, ils arrivent à un accord à leurs avantages. Les 50 joueurs de la WCHL sont achetés pour 300 000 dollars, les Cougars deviennent les Cougars de Détroit pour 100 000 dollars ainsi que 150 000 dollars pour que les Rosebuds deviennent les Black Hawks de Chicago. Les autres équipes de la WCHL arrêtent leurs activités et les joueurs sont vendus par lots aux franchises de la LNH.

### Les Rangers de New York

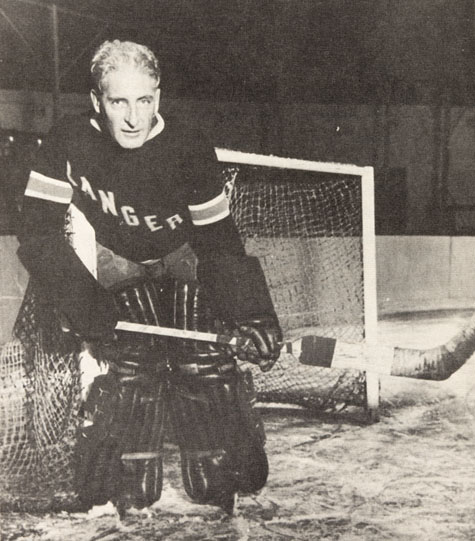
Lester Patrick dans les buts des Rangers de New York en finale de la Coupe Stanley 1928.

Dans le même temps, la LNH lance officiellement sa deuxième équipe de New York, les Rangers, sous l'impulsion de Tex Rickard. Conn Smythe est nommé premier entraîneur de l'équipe mais il se fâche avec sa direction lors du premier entraînement de la nouvelle formation. Il est remplacé par Lester Patrick qui signe un contrat de 18 000 dollars par saison. Pour leur première saison d'existence, les Rangers finissent premiers de leur division avec 11 points d'avance sur les Bruins de Boston, deuxièmes de leur division ; ils terminent troisième équipe de la ligue derrière les Sénateurs d'Ottawa et les Canadiens de Montréal et se qualifient ainsi directement pour le deuxième tour des séries éliminatoires. Ils sont éliminés en deux matchs 3 buts à 1 par les Bruins. Patrick participe à une rencontre de la saison avec son équipe contre les Americans de New York.
Pour leur deuxième saison les Rangers finissent deuxième de la division Américaine derrière Boston et doit donc jouer le premier tour des séries de la Coupe Stanley. Ils battent les Pirates de Pittsburgh 6 buts à 4 avant de prendre leur revanche 5-2 contre les Bruins. Ils sont opposés en finale de la Coupe Stanley aux Maroons de Montréal et le premier match se finit sur le score de 2-0 pour les Maroons.
Au cours du deuxième match, le 7 avril 1928, alors que le score est toujours de 0-0, Stewart effectue un tir du revers et le palet vient frapper au visage à côté de l'œil du gardien des Rangers Lorne Chabot. Le match est arrêté alors qu'il est immédiatement conduit à l'Hôpital Royal Victoria. À l'époque, les règles de la LNH accordent dix minutes aux équipes dont un gardien est blessé soit pour le soigner soit pour trouver une solution de remplacement mais Chabot ne pourra clairement pas reprendre le jeu et l'équipe de New York, comme la majorité des autres équipes de la LNH, n'a pas de gardien remplaçant dans son effectif. Alex Connell, gardien d'Ottawa, et Hugh McCormick des Panthers de London présents dans les tribunes se proposent tous les deux pour remplacer Chabot au pied levé. Frank Calder, le président de la LNH, organise une réunion entre Patrick et le président des Maroons qui n'est d'autre que James Strachan, ancien propriétaire des Wanderers deux décennies plus tôt. Le président de l'équipe de Montréal refuse que les Rangers utilisent un des deux gardiens puisque pour lui, les blessures de gardien deviennent de plus en plus courantes et que son équipe emploie James « Flat » Walsh depuis deux saisons en tant que gardien remplaçant et qu'il lui coûte 9 000 dollars depuis deux ans pour un match par saison.
La décision des Maroons est entérinée par Calder et les Rangers ont dix minutes pour trouver un gardien sous peine de perdre le match par forfait. Aucun joueur de l'équipe ne souhaite prendre la place de Chabot et Lester Patrick pour au moins la troisième fois de sa carrière, et âgé de 44 ans, prend ses responsabilités et saute sur la glace pour terminer le match alors qu'Odie Cleghorn, entraîneur de Pittsburgh prend sa place derrière le banc. La défense des Rangers installe une « zone de sécurité » autour de leur entraîneur ne concédant que 5 lancers au cours des 18 minutes qu'il reste dans le tiers-temps. Bill Cook inscrit un premier but au début de la troisième tiers-temps. Alors que Patrick aime le jeu offensif, son équipe ferme encore plus le jeu pour tenter de conserver le score mais à 5 minutes de la fin du temps réglementaire, Stewart profite d'un rebond pour égaliser et provoquer la prolongation. Frank Boucher des Rangers inscrit le but de la victoire au bout de sept minutes et Patrick qui a arrêté 17 des 18 lancers est alors porté en triomphe par ses équipiers du soir.
Dès le lendemain, l'équipe des Rangers signe un contrat avec Joe Miller, gardien des Americans de New York, qui est autorisé à prendre la place de Chabot dans les buts,. Les Maroons remportent la troisième rencontre 2-0 mais les deux derniers matchs de la finale sont remportés par les Rangers sur la marque de 1-0 puis de 2-1, Boucher inscrivant les trois buts de son équipe pour la première Coupe Stanley de l'histoire des Rangers.
Les Rangers gagnent encore une fois la Coupe en 1933 sous sa direction. Patrick quitte le poste d'entraîneur de la franchise en 1939 afin de se concentrer sur son rôle de directeur, poste qu'il garde jusqu'en 1946. Il est intronisé au Temple de la renommée du hockey l'année suivante.
Après avoir quitté la LNH, il prend la direction de la nouvelle incarnation des Cougars de Victoria, poste qu'il abandonne en 1954. Il meurt en 1960.

### Parenté dans le sport
Il est le père des joueurs et entraineurs de hockey professionnels, Lynn Patrick et Muzz Patrick.

## Héritage

### Le trophée Lester-Patrick
En 1966, la Ligue nationale de hockey remet pour la première fois le trophée Lester-Patrick. Ce trophée est remis à un individu ou à groupe d’individus pour services rendus au hockey aux États-Unis. Les individus éligibles peuvent être des joueurs, des officiels, des entraîneurs, des membres de l’exécutif ou encore des arbitres.
Le comité de sélection est composé du Président de la LNH, d’un dirigeant de la LNH, un dirigeant représentant les Rangers de New York, un membre du Temple de la renommée du hockey, un membre du Temple de la renommée du hockey américain, un membre de l’association des diffuseurs de la LNH et un membre de l’association des journalistes de la presse écrite de la LNH. En dehors du Président de la LNH, tous les autres membres du comité de sélection subissent une rotation annuelle.

### Hommage
Il était également l'éponyme de la division Patrick (ou : section Patrick), une des anciennes divisions des équipes de la LNH, fondée en 1974. La section a existé pendant 19 saisons jusqu'en 1993. Elle a été remplacée par la division Atlantique.

### La famille Patrick
Outre son frère, Lester Patrick fait partie d'une famille passionnée par le hockey sur glace et il a eu une descendance toujours présente dans le monde de la LNH depuis. Ainsi, son fils Lynn et son petit-fils, Craig, sont tous les deux aussi des membres du Temple de la renommée du hockey. Lynn a également eu un autre fils, Glenn, entraîneur de hockey sur glace et ancien joueur de hockey.

## Statistiques
| Saison      | Équipe                    | Ligue         |     | Saison régulière | Saison régulière | Saison régulière | Saison régulière | Saison régulière |    | Séries éliminatoires | Séries éliminatoires | Séries éliminatoires | Séries éliminatoires | Séries éliminatoires |
| Saison      | Équipe                    | Ligue         | PJ  | B                | A                | Pts              | Pun              | PJ               | B  | A                    | Pts                  | Pun                  |                      |                      |
| 1903-1904   | Club de hockey de Brandon | MNWHA         | 12  | 4                | 2                | 6                | —                | —                | —  | —                    | —                    | —                    |                      |                      |
| 1903-1904   | Club de hockey de Brandon | Coupe Stanley | —   | —                | —                | —                | —                | 2                | 0  | 0                    | 0                    | 0                    |                      |                      |
| 1904-1905   | Westmount de Montréal     | CAHL          | 8   | 4                | 0                | 4                | —                | —                | —  | —                    | —                    | —                    |                      |                      |
| 1905-1906   | Wanderers de Montréal     | ECAHA         | 9   | 17               | 0                | 17               | 26               | 2                | 3  | 0                    | 3                    | 3                    |                      |                      |
| 1906-1907   | Wanderers de Montréal     | ECAHA         | 9   | 11               | 0                | 11               | 11               | —                | —  | —                    | —                    | —                    |                      |                      |
| 1906-1907   | Wanderers de Montréal     | Coupe Stanley | —   | —                | —                | —                | —                | 6                | 10 | 0                    | 10                   | 32                   |                      |                      |
| 1907-1908   | Seniors de Nelson         | BCHL          | —   | —                | —                | —                | —                | 2                | 1  | 0                    | 1                    | —                    |                      |                      |
| 1908-1909   | Seniors de Nelson         | Exhib.        | 2   | 4                | 0                | 4                | 3                | —                | —  | —                    | —                    | —                    |                      |                      |
| 1908-1909   | Club de hockey d'Edmonton | Exhib.        | 1   | 1                | 0                | 1                | 3                | —                | —  | —                    | —                    | —                    |                      |                      |
| 1908-1909   | Club de hockey d'Edmonton | Coupe Stanley | —   | —                | —                | —                | —                | 2                | 1  | 1                    | 2                    | 3                    |                      |                      |
| 1910        | Creamery Kings de Renfrew | ANH           | 12  | 24               | 0                | 24               | 25               | —                | —  | —                    | —                    | —                    |                      |                      |
| 1912        | Senators de Victoria      | PCHA          | 16  | 10               | 0                | 10               | 9                | —                | —  | —                    | —                    | —                    |                      |                      |
| 1912-1913   | Senators de Victoria      | PCHA          | 15  | 14               | 5                | 19               | 12               | —                | —  | —                    | —                    | —                    |                      |                      |
| 1913-1914   | Aristocrats de Victoria   | PCHA          | 9   | 5                | 5                | 10               | 0                | —                | —  | —                    | —                    | —                    |                      |                      |
| 1913-1914   | Aristocrats de Victoria   | Coupe Stanley | —   | —                | —                | —                | —                | 3                | 4  | 0                    | 4                    | —                    |                      |                      |
| 1914-1915   | Aristocrats de Victoria   | PCHA          | 17  | 12               | 5                | 17               | 15               | —                | —  | —                    | —                    | —                    |                      |                      |
| 1915-1916   | Aristocrats de Victoria   | PCHA          | 18  | 13               | 11               | 24               | 27               | —                | —  | —                    | —                    | —                    |                      |                      |
| 1916-1917   | Canaries de Spokane       | PCHA          | 23  | 10               | 11               | 21               | 15               | —                | —  | —                    | —                    | —                    |                      |                      |
| 1917-1918   | Metropolitans de Seattle  | PCHA          | 17  | 2                | 8                | 10               | 15               | 2                | 0  | 1                    | 1                    | 0                    |                      |                      |
| 1918-1919   | Aristocrats de Victoria   | PCHA          | 9   | 2                | 5                | 7                | 0                | —                | —  | —                    | —                    | —                    |                      |                      |
| 1919-1920   | Aristocrats de Victoria   | PCHA          | 11  | 2                | 2                | 4                | 3                | —                | —  | —                    | —                    | —                    |                      |                      |
| 1920-1921   | Aristocrats de Victoria   | PCHA          | 5   | 2                | 3                | 5                | 13               | —                | —  | —                    | —                    | —                    |                      |                      |
| 1921-1922   | Aristocrats de Victoria   | PCHA          | 2   | 0                | 0                | 0                | 0                | —                | —  | —                    | —                    | —                    |                      |                      |
| 1925-1926   | Cougars de Victoria       | WHL           | 23  | 5                | 8                | 13               | 20               | 2                | 0  | 0                    | 0                    | 2                    |                      |                      |
| 1926-1927   | Rangers de New York       | LNH           | 1   | 0                | 0                | 0                | 2                | —                | —  | —                    | —                    | —                    |                      |                      |
| 1927-1928   | Rangers de New York       | LNH           | —   | —                | —                | —                | —                | 1                | 0  | 0                    | 0                    | 0                    |                      |                      |
| Totaux PCHA | Totaux PCHA               | Totaux PCHA   | 142 | 72               | 55               | 127              | 109              | 2                | 0  | 1                    | 1                    | 0                    |                      |                      |

## Trophées
- En tant que joueur
  - 1906 : vainqueur de la Coupe Stanley avec les Wanderers de Montréal
  - 1906-1907 : vainqueur de la Coupe Stanley (décembre 1906 et mars 1907) avec les Wanderers de Montréal
  - 1912-1913 : champion de la PCHA avec les Senators de Victoria
  - 1913-1914 : champion de la PCHA avec les Aristocrats de Victoria
  - 1917-1918 : champion de la saison régulière de la PCHA avec les Metropolitans de Seattle
- En tant qu'entraîneur
  - 1924-1925 : 
    - champion des séries de la WCHL avec les Cougars de Victoria
    - champion de la Coupe Stanley avec les Cougars de Victoria

  - 1925-1926 : champion des séries de la WCHL avec les Cougars de Victoria
  - 1926-1927 : champion de la Coupe Stanley avec les Rangers de New York
  - 1930-1931 : élu dans la première équipe d'étoiles de la LNH
  - 1931-1932 : élu dans la première équipe d'étoiles de la LNH
  - 1932-1933 : 
    - élu dans la première équipe d'étoiles de la LNH
    - champion de la Coupe Stanley avec les Rangers de New York

  - 1933-1934 : élu dans la première équipe d'étoiles de la LNH
  - 1934-1935 : élu dans la première équipe d'étoiles de la LNH
  - 1935-1936 : élu dans la première équipe d'étoiles de la LNH
  - 1937-1938 : élu dans la première équipe d'étoiles de la LNH
- En tant que directeur-général 
  - 1939-1940 : champion de la Coupe Stanley avec les Rangers de New York
- 1947 : élu au Temple de la renommée du hockey
- 1966 : élu au Temple de la renommée des sports de la Colombie-Britannique[58]
- 1975 : membre du Panthéon des sports canadiens[59]
- 1997 : élu au Temple de la renommée des sports de Victoria[60]